# Mount Aldrich
Mount Aldrich ist ein massiger Berg mit einem etwas abgeflachten Gipfel an der Ostseite des Ragotzkie-Gletschers in der Britannia Range im Transantarktischen Gebirge.
Entdeckt wurde er von Teilnehmern der Discovery-Expedition (1901–1904) unter der Leitung des britischen Polarforschers Robert Falcon Scott. Scott benannte den Berg nach Admiral Pelham Aldrich (1844–1930), der ihm bei der Vorbereitung der Expedition beratend zur Seite stand.